# Liste der britischen Generalkonsule in Jerusalem
Die Liste der Leiter der Gesandtschaft des Vereinigten Königreichs in Jerusalem zeigt alle Leiter und dessen Amtsdauer der Auslandsvertretung des Vereinigten Königreichs in Jerusalem auf.
Das britische Generalkonsulat befindet sich in der Nashashibi Straße 19 im Stadtteil Scheich Dscharrah, Jerusalem, es repräsentiert das Vereinigte Königreich in Palästina, zu welchen, die Palästinensische Autonomiegebiete gehören.

## Erklärung der Liste
- Ernennung/Akkreditierung: zeigt das Jahr, in welchem der Gesandte ernannt wurde. Bis zum Ersten Weltkrieg wurden die Gesandten bei der Regierung der Hohen Pforte akkreditiert. Bis zum  Sechstagekrieg wurden die Gesandten bei der Regierung von Jordanien akkreditiert.
- Name: nennt den Namen der Personen
- Bemerkungen: weitere Informationen
- Posten verlassen: zeigt an, wann der Posten verlassen wurde

## Liste
| Ernennung/Akkreditierung | Name                         | Bemerkungen                               | Posten verlassen |
| ------------------------ | ---------------------------- | ----------------------------------------- | ---------------- |
| 1839                     | William Tanner Young         |                                           | 1845             |
| 1846                     | James Finn                   |                                           | 1863             |
| 1863                     | Noel Temple Moore            |                                           | 1890             |
| 1890                     | John Dickson                 |                                           | 1906             |
| 1906                     | Edward C. Blech              |                                           | 1909             |
| 1909                     | Peter J.C. McGregor          | [ 1 ]                                     | 1912             |
| 1948                     | Sir Hugh Dow                 | Letzter Befehlshaber des Mandatsgebietes. | 1951             |
| 1951                     | Herbert R. Gybbon-Monypenny  |                                           | 1954             |
| 1957                     | Andrew C. Stewart            |                                           | 1959             |
| 1959                     | James M. Walsh               |                                           | 1962             |
| 1962                     | Alastair G. Maitland         |                                           | 1964             |
| 1964                     | Hubert N. Pullar             |                                           | 1967             |
| 1967                     | John H. Lewen                |                                           | 1970             |
| 1970                     | John Michael Owen Snodgrass  |                                           | 1974             |
| 1974                     | Edward E. Key                |                                           | 1976             |
| 1976                     | Michael P.V. Hannam          |                                           | 1980             |
| 1980                     | Donald A. Hamley             |                                           | 1984             |
| 1984                     | Patrick G. de Courcy-Ireland |                                           | 1987             |
| 1987                     | Ivan R. Callan               |                                           | 1990             |
| 1990                     | David R. MacLennan           |                                           | 1993             |
| 1993                     | Richard J. Dalton            |                                           | 1997             |
| 1997                     | Robin A. Kealy               |                                           | 2001             |
| 2001                     | Geoffrey Adams               |                                           | 2003             |
| 2003                     | Dr. John Jenkins             | [ 2 ]                                     | 2006             |
| 2007                     | Richard Makepeace            |                                           |                  |